# Ло (острів)
Ло  — острів у групі островів Торрес на півночі Вануату. Острів розташований у 2,25 милі від острова Тога.  Станом на 2009 рік населення острова становило 210 осіб. Вони розмовляють на діалекті Ло мови Ло-Тога.

## Назва
Назва Ло походить з мови Ло-Тога, де воно пишеться Lō [lo]. Походження достеменно не відоме.

## Транспорт
Острови Торрес обслуговуються аеропортом Торрес, який розташований на острові Лінуа, недалеко від північного узбережжя Ло. Аеропортом користуються переважно жителі Ло. Ло не часто відвідують сторонні люди.

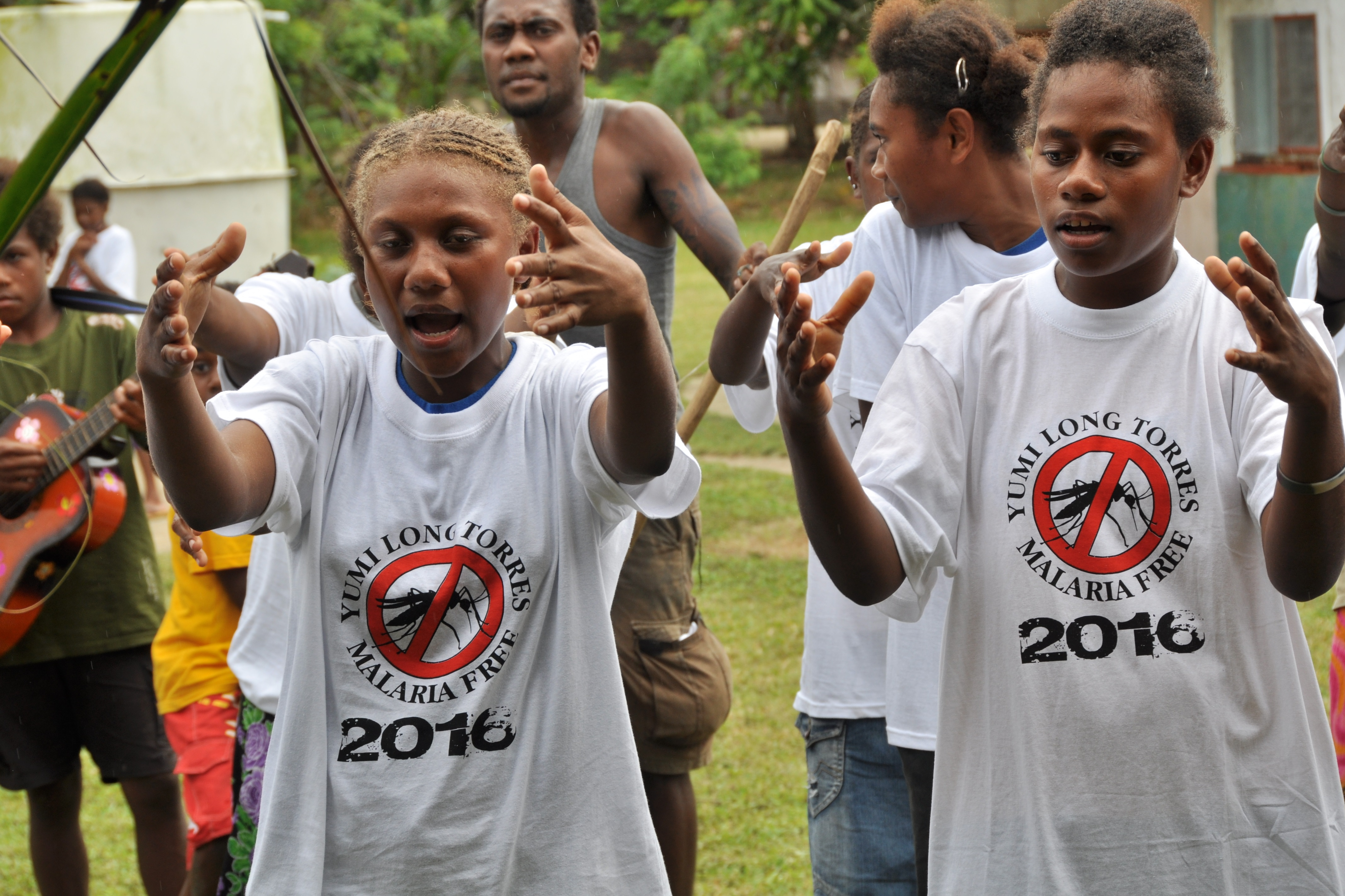
Запуск програми з ліквідації малярії, острів Лох, вересень 2012 року.

## Села
Ло має два головні села: Лунхарегі [lʉŋˈharəɣi] (він же Lunghariki ) і Rinuhe [riˈnʉhə]; і невелике поселення Телаклак [təlakʷˈlakʷ]. У 2018 році Проект адаптації узбережжя Вануату надав селам доступ до прісної води. 